# Johannes Bosboom

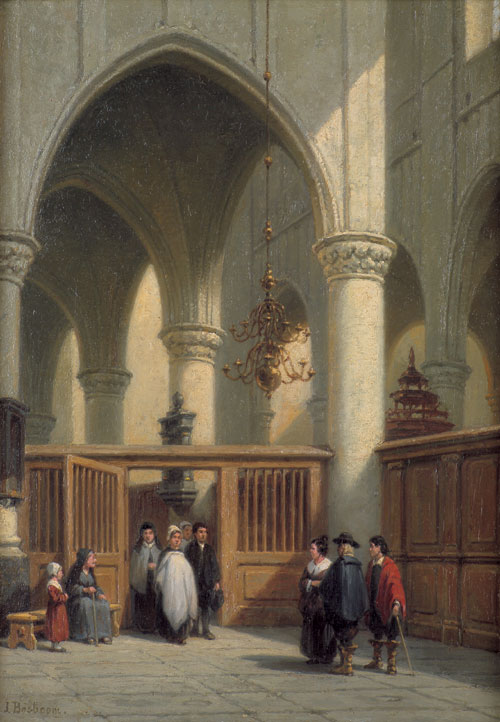
Kircheninneres mit Kindstaufe

Johannes Bosboom (* 18. Februar 1817 in Den Haag; † 14. September 1891 ebenda) war ein niederländischer Maler.
Bosbooms Lehrer war Bartholomeus Johannes van Hove. Zwischen 1831 und 1835 und wieder von 1839 bis 1840 wurde er in seiner Geburtsstadt ausgebildet. 1835 machte er zusammen mit Salomon Leonardus Verveer eine Reise nach Deutschland und besuchte dabei Köln und Koblenz. 1837 reiste er nach Antwerpen und 1838 zusammen mit Cornelis Kruseman nach Frankreich, wo er Rouen und Paris besuchte. 1852 heiratete er die Schriftstellerin Anna Louisa Geertruida Bosboom-Toussaint. Bosboom war Mitglied der Künstlervereinigung Pulchri Studio in Den Haag.
Bosboom gilt als ein Vorläufer der Haager Schule. Die meisterliche Art und Weise, in der er Licht bei seinen Kirchenbildern einsetzte, machte ihn zu einem der wichtigsten europäischen Maler dieses Genres.